# شوح صقلي
الشوح الصقلي أو النبرودي نوع نباتي شجري ينتمي إلى جنس الشوح من الفصيلة الصنوبرية.

## الانتشار
موطنه جبال مادوني ونبرودي في شمال جزيرة صقلية الإيطالية.